# Lutèce
Lutèce war eine französische Automarke.

## Unternehmensgeschichte
Das Unternehmen G. Cochot aus Colombes begann 1906 mit der Produktion von Automobilen, die als Lutèce vermarktet wurden. Die Absicht von Teste & Lassen, das Fahrzeug in England als Cochette zu vermarkten, konnte nicht umgesetzt werden. Im gleichen Jahr endete die Produktion bereits wieder. Cochot hatte bereits früher unter seinem Namen Autos hergestellt.

## Fahrzeuge
Das einzige Modell war der 12/14 CV. Für den Antrieb sorgte ein Vierzylindermotor. Der Motor war vorne im Fahrzeug montiert und trieb über eine Kardanwelle die Hinterachse an.